# Sphaerichthys acrostoma
Sphaerichthys acrostoma är en fiskart som beskrevs av Vierke, 1979. Sphaerichthys acrostoma ingår i släktet Sphaerichthys och familjen Osphronemidae. Inga underarter finns listade i Catalogue of Life.